# Xenoxybelis argentea
Xenoxybelis argentea é uma espécie de cobra da família Colubridae.